# European Democrat Students
L'European Democrat Students (EDS) è l'associazione politica di centrodestra giovanile dell'European Democrat Union (EDU) che del Partito Popolare Europeo (PPE).

## Segretari
- 1962–1964: Carl-Henrik Winquist (Svezia)
- 1964–1966: Dieter Ibilski (Germania)
- 1966–1968: Reginald E. Simmerson (Regno Unito)
- 1968–1970: Heikki S. von Hertzen (Finlandia)
- 1970–1971: Ian Taylor (Regno Unito)
- 1971–1972: Finn Braagaard (Danimarca)
- 1972–1974: Tom Spencer (Regno Unito)
- 1974–1976: Carl Bildt (Svezia)
- 1976–1978: Scott Hamilton (Regno Unito)
- 1978–1979: Pierre Moinet (Francia)
- 1979–1981: Lars Eskeland (Norvegia)
- 1981–1982: Per Heister (Svezia)
- 1982–1984: Knut Olav Nesse (Norvegia)
- 1984–1985: Daniel Bischof (Svizzera)
- 1985–1986: George Anagnostakos (Grecia)
- 1986–1988: Mattias Bengtsson (Svezia)
- 1988–1989: Bettina Machaczek (Germania)
- 1989–1991: Stavros Papastavrou (Grecia)
- 1991–1993: Laura de Esteban (Spagna)
- 1993–1994: Tim Arnold (Germania)
- 1994–1995: Fredrik Johansson (Svezia)
- 1995–1996: Andrew Reid (Regno Unito)
- 1996–1998: Günther Fehlinger (Austria)
- 1998–1999: Michalis Peglis (Grecia)
- 1999–2000: Ukko Metsola (Finlandia)
- 2000–2001: Gustav Casparsson (Svezia)
- 2001–2003: Jacob Lund Nielsen (Danimarca)
- 2003–2005: Alexandros Sinka (Cipro)
- 2005–2006: Sven Henrik Häseker (Germania)
- 2006–2008: Ana Filipa Janine (Portogallo)
- 2008–2009: Thomas Uhlen (Germania)
- 2009–2011: Bence Bauer (Ungheria)
- 2011–2013: Juraj Antal (Slovacchia)
- 2013–2015: Eva Majewski (Germania)
- 2015-in carica: Giorgos Hadjigeorgiou (Cipro)